# 新疆温泉新疆北鲵国家级自然保护区
新疆温泉新疆北鲵国家级自然保护区是中华人民共和国新疆维吾尔自治区博尔塔拉蒙古自治州温泉县的国家级自然保护区。保护区的主要保护对象为濒危物种新疆北鲵及其生境。保护区面积近7平方千米。

## 保护区信息
新疆温泉新疆北鲵国家级自然保护区位于中华人民共和国新疆维吾尔自治区博尔塔拉蒙古自治州温泉县境内，地理坐标北纬44°50'到44°57'，东经80°26'到80°34'。。保护区面积6.95平方千米，其中核心区面积1平方千米，缓冲区面积近4平方千米，实验区面积2平方千米。保护区属于大陆性半干旱气候，平原地区年均气温2.8摄氏度到5摄氏度，中低山带平均气温0.4摄氏度，最高平均气温17到21.6摄氏度。山区年降水量300到500毫米，既学最大厚度为50厘米。
1997年，温泉新疆北鲵自然保护区正式成立，然而由于缺乏专门的机构管理，自然保护区的工作长期没有得到开展。2005年，新疆维吾尔自治区人民政府将自然保护区的全部工作交由新疆维吾尔自治区林业局主管。2013年，“中国艾比湖流域可持续管理与生物多样性保护项目新疆北鲵保护监测研究与公众意识提高子项目”开启，全球环境基金为该项目投资超过65万元人民币。2015年，由中央财政拨款和地方财政筹集1300万元人民币投资实施了建设新疆北鲵科研宣教中心、退牧还草、远程监控、围栏建设、输水“五大工程”以保护新疆北鲵及其栖息地，2016年10月新疆北鲵科研宣教中心建成使用。2017年7月，保护区升级为中华人民共和国国家级自然保护区。2019年，保护区首次人工孵化超过100尾新疆北鲵。截止2021年，保护区又完成了堪界立标、铺设输水管道等项目，并开始实施“全面禁牧封育”并执行“保护区准入管理制度”等保护措施。2021年，首批《新疆维吾尔自治区重要湿地名录》发布，其中包括保护区内的温泉县北鲵湿地。截止2018年，新疆北鲵自然保护区管理站共有2个科室，在职人数9人。每年6月份，新疆师范大学生命科学学院会对新疆北鲵进行种群数量普查，2022年3月，新疆北鲵自然保护区正式成为新疆师范大学生命科学学院专业实习实训基地。
在建设自然保护区的同时，博尔塔拉蒙古自治州人民代表大会也开始了立法工作。2009年2月，博尔塔拉蒙古自治州第十二届人民代表大会通过了《博尔塔拉蒙古自治州温泉新疆北鲵自然保护区管理条例》，《保护区管理条例》在3月得到新疆维吾尔自治区人民代表大会常务委员会的批准。2019年《保护区管理条例（修正）》得到通过。2022年3月27日，新疆人大常务委员会批准了《保护区管理条例（修正）》，修正后的《保护区管理条例》得以实施。

## 北鲵及生境
温泉新疆北鲵国家级自然保护区内有植物41科148属240种，野生动物24目55科122种。保护区主要保护动物为新疆北鲵（中亚北鲵），主要生存在中国和哈萨克斯坦边界的狭窄区域内，栖息地间断分布。在新疆的主要栖息地位于温泉县西部天山别珍套山北坡及阿拉套山南麓四处，包括捷麦克栖息地、苏鲁别珍栖息地、阿克赛栖息地、萨尔巴斯托栖息地。捷麦克栖息地是位于海拔3200米的高山草甸草原带的杨向山坡泉水沟中，其他几处栖息地均是谷底泉水溢出带。在泉水沟之间是植被丰茂的草地，北鲵愿意选择在这些有常年流水的水源地生活。
新疆北鲵面临着来自人类和自然的威胁。当地人有将北鲵作为药材的习俗，所以新疆北鲵长期面临着被人类捕获的风险。栖息地部分泉眼干涸，使栖息地水域面积减少。每年爆发的洪水，会将成年北鲵和幼仔冲离栖息地。苏联曾记载中亚北鲵分布于中苏边境的一些水域内，然而中华人民共和国成立后，在中国境内长期并未观察到新疆北鲵的存在。直到1989年新疆北鲵在温泉县重新被发现的时候，捷麦克栖息地的北鲵数量大约600尾。20世纪90年代在发现其他栖息地后，北鲵种群数量估计有将近8000尾，而在捷麦克栖息地的种群数量不足100尾。在经过2004年的调查后，新疆境内的新疆北鲵种群数量仅有大约800尾，苏鲁别珍栖息地的泉水面积仅剩之前调查的三分之一。在经过建立自然保护区、立法等保护措施后，2015年，新疆北鲵野生种群数量上升至1700尾。到2021年，野生新疆北鲵数量大约3000尾。